# Kvarkasjön
Kvarkasjön är en sjö i Tidaholms kommun i Västergötland och ingår i Motala ströms huvudavrinningsområde.